# Amsterdam Tulip Museum

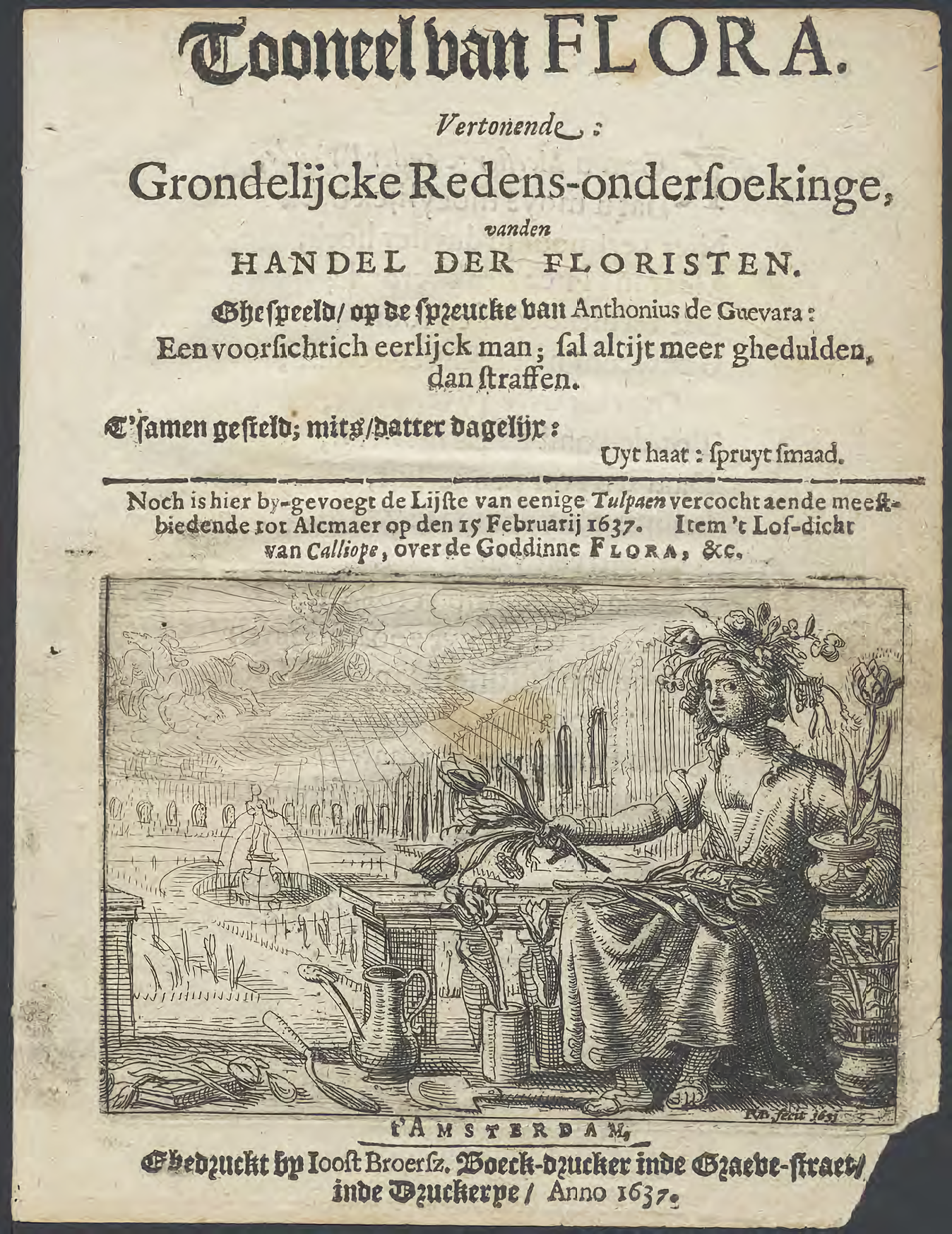
Broschüre von der Tulpenmanie in den Niederlanden, gedruckt 1637

Das Amsterdam Tulip Museum (Eigenname: AMSTERDAM TULIP MUSEUM, deutsch: Tulpenmuseum Amsterdam) zeigt die Geschichte der Tulpen vom Entstehen in Zentralasien bis zur Tulpenmanie und der Gegenwart in den Niederlanden. Das Museum wurde 2004 geöffnet.

## Geschichte
In der zweiten Hälfte des 16. Jahrhunderts wurden die Tulpen in den Niederlanden eingeführt, zuerst als Liebhaberobjekte und später zum kommerziellen Handel.
Im April 2012 zog das Tulip-Museum in ein Gebäude in der Prinsengracht Nr. 116 in Amsterdam wegen größerer Ausstellungsräume. Der Entwurf für die Innenausstattung im neuen Gebäude stammt von dem Architektenbüro Nezu Aymo. Das Museum hat eine Fläche von 2.200 m². Das Architektenbüro arbeitete zusammen mit lokalen Künstlern, Filmemachern und Handwerkern um die verschiedenen Ausstellungen für die internationalen Besucher anziehend zu gestalten. Das Museum hat sieben Galerien, ein Theater und einen Museumsladen. Mit Artefakten, neuen Filmen und Kunstgegenständen wird die Geschichte der Tulpe gezeigt.
2010 wurden die Amsterdamer Tulpentage organisiert vom Tulip-Museum, dem Internationalen Bloembollen Centrum, dem Museum Van Loon und der Gemeinde. Auf achtzehn verschiedenen Plätzen in der Stadt waren zahlreiche Sorten Tulpen ausgestellt.

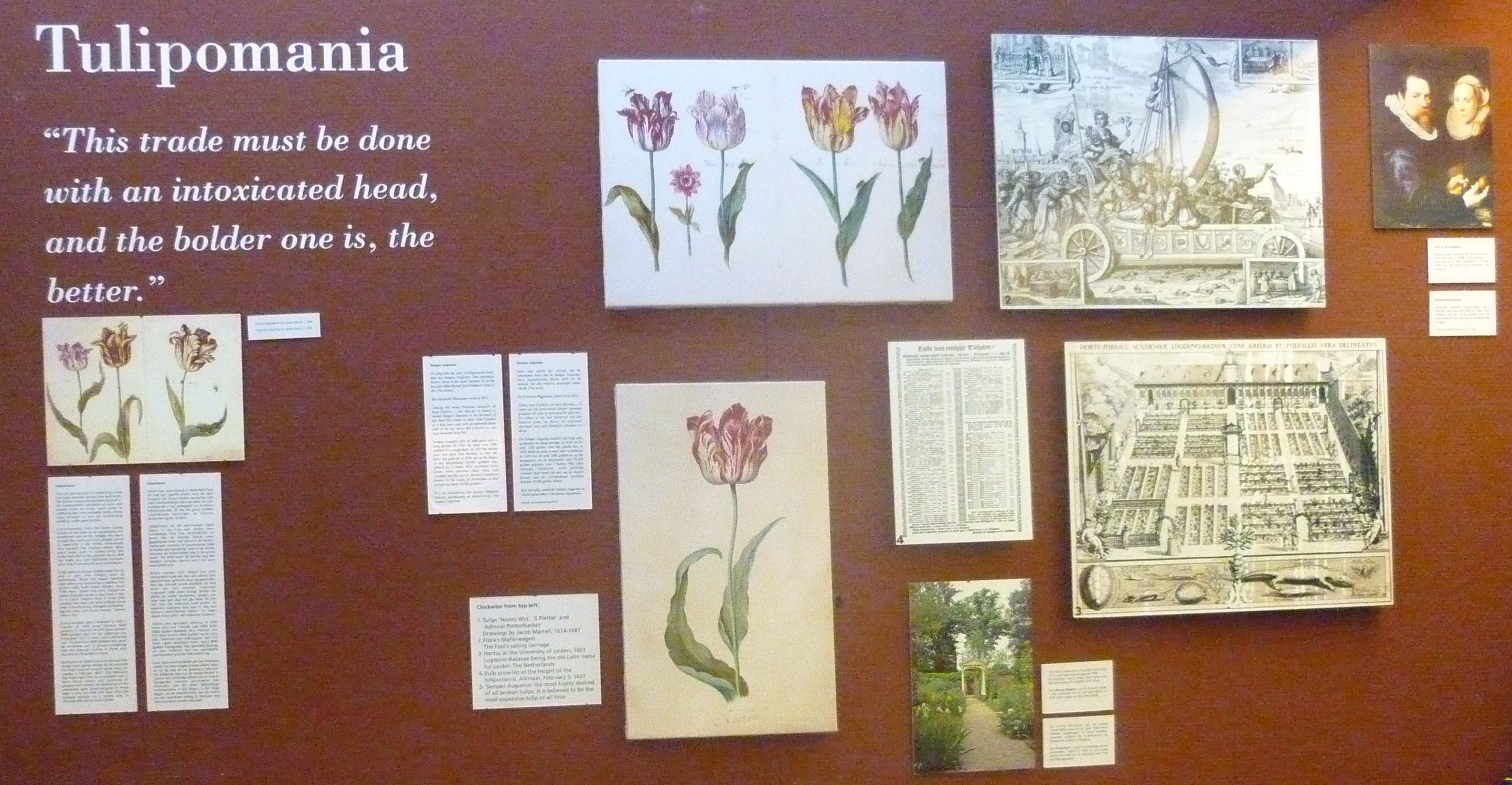
Tulipomania

Der Museumsladen bietet Tulpenzwiebeln zum Verkauf an sowie Blumenzwiebeln von unter anderem Dahlien, Fritillaria, Kaiserkrone, Hyazinthen und Amaryllis. Darüber hinaus bietet der Laden Bücher und Kunstgegenstände mit Abbildungen von Tulpen: von antiken Fliesen bis zu Regenschirmen.

## Verkehrsverbindung
Das Tulip-Museum liegt in der Amsterdamer Innenstadt im Stadtviertel Jordaan, gegenüber dem Anne-Frank-Haus. Vom Hauptbahnhof ist es mit den Straßenbahnlinien (Tramlijn, Tram) Nr. 13 und 17, Haltestelle Westerkerk, zu erreichen (Stand: April 2013).